# Lotus Excel
Lotus Excel – brytyjski samochód sportowy z nadwoziem dwudrzwiowym, czteromiejscowym typu coupe.
Lotus Excel powstał na skutek unowocześnienia konstrukcji starego modelu Eclat z wykorzystaniem podzespołów Toyoty. Excel w porównaniu z Eclatem S2.2 miał zmodyfikowaną centralną ramę nośną, a także zmienione zawieszenie, wraz ze skrzynią biegów, tylna osią i innymi elementami pochodzącymi z Toyoty, silnik pozostawiono jednak niezmieniony. Samochód posiadał prawie równy rozkład mas na przednie i tylne koła (50/50). Zmieniono profile karoserii, stała się ona bardziej zaokrąglona i zmieniono profile szyb. Samochód jak na standardy Lotusa był skromnym sukcesem, z roczną sprzedażą na poziomie 250–300 sztuk, jednak przez cały okres produkcji był cały czas unowocześniany i modernizowany.

## Dane techniczne

### Silnik
- R4 2,2 l (2174 cm³), 4 zawory na cylinder, DOHC
- Układ zasilania: dwa gaźniki Dell'Orto DHLA 45D
- Średnica cylindra × skok tłoka: 95,30 mm × 76,20 mm
- Stopień sprężania: 10,9:1
- Moc maksymalna: 182,5 KM (134 kW) przy 6500 obr./min
- Maksymalny moment obrotowy: 224 N•m przy 5000 obr./min

### Osiągi
- Przyspieszenie 0-80 km/h: 5,0 s
- Przyspieszenie 0-100 km/h: 6,8 s
- Przyspieszenie 0-160 km/h: 20,4
- Czas przejazdu pierwszych 400 m: 16,9 s
- Czas przejazdu pierwszego kilometra: 26,4 s
- Prędkość maksymalna: 217 km/h